# Koninklijk Berchem Sport
El Koninklijk Berchem Sport és un equip de futbol belga de la ciutat de Berchem.

## Història
El club atlètic nasqué el 1906, mentre que la secció de futbol aparegué dos anys després, amb número de matrícula 28. Evolució del nom:
- 1906: Berchem Sport
- 1931: Royal Berchem Sport
- 1967: K. Berchem Sport

## Palmarès
- Segona divisió belga de futbol: 
  - 1933-34, 1942-43, 1961-62, 1971-72, 1985-86
- Tercera divisió belga de futbol: 
  - 2002-03
- Quarta divisió belga de futbol: 
  - 2001-02, 2011-2012
- Lliga d'Anvers: 
  - 1909-10, 1910-11, 1912-13, 1913-14